# لامیا الگیلانی ور
لامیا الگیلانی ور (انگلیسی: Lamia Al-Gailani Werr; ۸ مارس ۱۹۳۸ – ۱۸ ژانویهٔ ۲۰۱۹) باستان‌شناسی عراقی بود که در زمینه تمدن‌های باستانی غرب آسیا تخصص داشت.
الکیلانی در بغداد زاده شد و تحصیلات خود را در عراق و بریتانیا به پایان رساند. رساله دکترای او دربارهٔ مهر استوانه‌ایهای دوران بابل کهن، اثری شاخص در این حوزه محسوب می‌شود. او که در لندن ساکن بود، در سال‌های پایانی فعالیت خود به دلیل حفظ ارتباط میان باستان‌شناسی بریتانیا و عراق در دوران عراق بعثی و تلاش‌هایش در جهت حفاظت از میراث فرهنگی پس از جنگ عراق شهرت داشت. او نقش مهمی در بازسازی موزه ملی عراق که در دهه ۱۹۶۰ به‌عنوان متصدی در آن فعالیت داشت، ایفا کرد و همچنین در تأسیس موزه بصره مشارکت داشت.
در سال ۲۰۰۹، او پنجمین دریافت‌کننده مدال طلای یادبود گرترود بل از سوی مؤسسه بریتانیایی برای مطالعه عراق شد.

## تحصیلات و حرفه
الکیلانی در ۸ مارس ۱۹۳۸ در بغداد زاده شد. او برای یک سال در دانشگاه بغداد تحصیل کرد و سپس مدرک کارشناسی خود را از دانشگاه کمبریج دریافت نمود. در سال ۱۹۶۱، او به‌عنوان متصدی در موزه ملی عراق مشغول به کار شد، مؤسسه‌ای که در بخش عمده‌ای از فعالیت حرفه‌ای او نقش کلیدی داشت. او در دهه ۱۹۷۰ برای ادامه تحصیل به بریتانیا بازگشت و مدرک کارشناسی ارشد خود را از دانشگاه ادینبرو و سپس دکترای خود را از مؤسسه باستان‌شناسی یوسی‌ال در لندن دریافت کرد.
رساله دکترای او که تحت نظارت باربارا پارکر-مالوان نوشته شد، به مطالعه مهر استوانه‌ایهای دوران امپراتوری بابل کهن در موزه عراق پرداخت. این اثر که پس از تأخیری طولانی در سال ۱۹۸۸ منتشر شد، از سوی دومینیک کولون، متصدی آثار باستانی غرب آسیا در موزه بریتانیا، به‌عنوان پژوهشی مختصر و مفید ستایش شد که باید «الگویی برای تمام مطالعات آینده» باشد.
پس از اخذ دکترا در سال ۱۹۷۷، الکیلانی به‌عنوان پژوهشگر وابسته افتخاری در مؤسسه باستان‌شناسی یوسی‌ال و پژوهشگر وابسته در دانشکده مطالعات شرقی و آفریقایی (SOAS) در لندن باقی ماند.
او اغلب به عراق سفر می‌کرد تا ارتباط میان باستان‌شناسان عراقی و جامعه علمی گسترده‌تر را در دوران عراق بعثی حفظ کند. از سال ۲۰۰۳، تمرکز او بر حفظ آثار باستانی عراق قرار گرفت. او در بازسازی موزه ملی عراق پس از غارت آن در پی حمله ۲۰۰۳ به عراق مشارکت داشت و در زمینه چالش‌های حفاظت از میراث فرهنگی در عراق پس از جنگ به‌طور گسترده اظهار نظر می‌کرد.
الکیلانی در زمان درگذشت خود در سال ۲۰۱۹، پژوهشگر مهمان در موزه هنر متروپولیتن نیویورک بود و روی کتابی دربارهٔ تاریخ موزه ملی عراق کار می‌کرد.

## زندگی شخصی
المیاء الکیلانی از خانواده‌ای برجسته در عراق بود. نسب او به عبدالقادر گیلانی، بنیان‌گذار قادریه، و عبدالرحمن گیلانی، نخستین نخست‌وزیر عراق می‌رسید. والدین او احمد جمال‌الدین الکیلانی و مدیحه عاصف محمود عارف‌آغا بودند.
الکیلانی دو بار ازدواج کرد. همسر نخست او، عبدالرحمن الکیلانی، تاریخ‌نگار عراقی در حوزه معماری اسلامی بود. همسر دوم او، جورج ور، تاجری اردنی بود که در سال ۲۰۰۳ درگذشت. او سه دختر به نام‌های نورا الکیلانی، عزه الکیلانی و حسن ور داشت. تا تاریخ ۲۰۱۹، نورا الکیلانی سرپرست بخش تمدن‌های اسلامی در موزه‌های گلاسگو بود.

## درگذشت و میراث
الکیلانی در امان در ۱۸ ژانویه ۲۰۱۹ درگذشت. پیکر او در آرامگاه عبدالقادر گیلانی (جد او) در بغداد به خاک سپرده شد، پس از مراسم تشییعی که از موزه ملی عراق آغاز شد.
او تنها عضو افتخاری مادام‌العمر مؤسسه بریتانیایی مطالعه عراق بود و در سال ۲۰۰۹ مدال طلای یادبود گرترد بل این مؤسسه را دریافت کرد.